# Чемпионат мира по конькобежному спорту на отдельных дистанциях 2009
Чемпионат мира по конькобежному спорту на отдельных дистанциях прошёл с 12 по 15 марта 2009 года на крытом конькобежном катке Олимпийский овал Ричмонда. Через год, в феврале 2010 года на льду Ричмонда состоялись соревнования по конькобежному спорту в рамках Зимних Олимпийских игр 2010.

## Медалисты

### Мужчины
| Дистанция       | Золото                                                        | Золото             | Серебро                                                 | Серебро            | Бронза                                                 | Бронза             |
| --------------- | ------------------------------------------------------------- | ------------------ | ------------------------------------------------------- | ------------------ | ------------------------------------------------------ | ------------------ |
| 2 × 500 м       | Ли Ган Сок · Республика Корея                                 | 69.730 34.80 34.93 | Ли Гю Хёк · Республика Корея                            | 69.920 34.90 35.02 | Юй Фэнтун · Китай                                      | 69.970 35.06 34.91 |
| 1000 м          | Тревор Марсикано · США                                        | 1:08.96            | Дэнни Моррисон · Канада                                 | 1:09.00            | Шани Дэвис · США                                       | 1:09.02            |
| 1500 м          | Шани Дэвис · США                                              | 1:46.17            | Тревор Марсикано · США                                  | 1:46.30            | Дэнни Моррисон · Канада                                | 1:47.05            |
| 5000 м          | Свен Крамер · Нидерланды                                      | 6:16.20            | Хавард Бёкко · Норвегия                                 | 6:18.02            | Тревор Марсикано · США                                 | 6:20.06            |
| 10000 м         | Свен Крамер · Нидерланды                                      | 12:55.32           | Хавард Бёкко · Норвегия                                 | 13:03.95           | Боб де Йонг · Нидерланды                               | 13:13.16           |
| Командная гонка | Нидерланды · Свен Крамер · Воутер Олде Хойвел · Карл Верхейен | 3:41.26            | Швеция · Юэль Эрикссон · Даниэль Фриберг · Йохан Рёйлер | 3:45.73            | США · Райан Бедфорд · Брайан Хансен · Тревор Марсикано | 3:46.07            |

### Женщины
| Дистанция       | Золото                                                       | Золото             | Серебро                                                   | Серебро            | Бронза                                             | Бронза             |
| --------------- | ------------------------------------------------------------ | ------------------ | --------------------------------------------------------- | ------------------ | -------------------------------------------------- | ------------------ |
| 2 × 500 м       | Дженни Вольф · Германия                                      | 75.750 38.03 37.72 | Ван Бэйсин · Китай                                        | 75.870 37.78 38.09 | Ли Сан Хва · Республика Корея                      | 76.390 38.23 38.16 |
| 1000 м          | Кристин Несбитт · Канада                                     | 1.16,28            | Анни Фризингер · Германия                                 | 1.16,32            | Маргот Бур · Нидерланды                            | 1.16,44            |
| 1500 м          | Анни Фризингер · Германия                                    | 1.58,66            | Ирен Вюст · Нидерланды                                    | 1.58,83            | Кристин Несбитт · Канада                           | 1.58,88            |
| 3000 м          | Ренате Груневолд · Нидерланды                                | 4.05,43            | Мартина Сабликова · Чехия                                 | 4.05,50            | Кристина Гровс · Канада                            | 4.06,46            |
| 5000 м          | Мартина Сабликова · Чехия                                    | 6.57,84            | Клара Хьюз · Канада                                       | 7.00,54            | Кристина Гровс · Канада                            | 7.02,91            |
| Командная гонка | Канада · Кристина Гровс · Кристин Несбитт · Бриттани Шусслер | 2:58.25            | Нидерланды · Йорин Ворхёйс · Ренате Груневолд · Ирен Вюст | 3:02.02            | Япония · Маки Табата · Масако Ходзуми · Хироми Оцу | 3:04.06            |